# Olympische Sommerspiele 2008/Teilnehmer (Panama)
| Gelbes Symbol für Goldmedaillen mit stilisierten Olympischen Ringen | Graues Symbol für Silbermedaillen mit stilisierten Olympischen Ringen | Braundes Symbol für Bronzemedaillen mit stilisierten Olympischen Ringen |
| ------------------------------------------------------------------- | --------------------------------------------------------------------- | ----------------------------------------------------------------------- |
| 1                                                                   | —                                                                     | —                                                                       |

Panama nahm 2008 zum 15. Mal an Olympischen Sommerspielen teil. Die Teilnahme war lange gefährdet, da eine vorübergehende Suspendierung des Nationalen Olympischen Komitees erst im April 2008 aufgehoben wurde.

## Teilnehmer nach Sportarten

### Fechten
- Jesika Jiménez
Frauen, Degen-Einzel

### Leichtathletik
400 m Hürden
- Männer: Bayano Kamani

Weitsprung
- Männer: Irving Saladino (Gold )

### Schwimmen
- Christie Bodden
Frauen, 100 m Rücken, 47. Platz
- Édgar Crespo
Männer, 100 m Brust, 53. Platz